# Diana Golden
Diana Goldenberg Jiménez (Santiago de Cali, 7 de agosto de 1965), mais conhecida como Diana Golden, é uma atriz e apresentadora nascida na Colômbia, mas nacionalizada mexicana, onde iniciou e realizou sua carrerra como atriz.

## Biografia
É irmã do ídolo da música da década dos anos 60 e 70 Oscar Golden. Sua formação profissional se iniciou nos Estados Unidos, para onde levantou vôo aos 16 anos para empreender estúdios de publicidade. Ao dar um pequeno giro em sua preferência, estes finalmente derivaram na carreira de locução em seu país. Esta etapa de preparação constituiu uma sólida base sobre a que estableceu sua frutífera carreira. 
Pouco depois de iniciar-se na condução de programas na televisão colombiana, nos programas Estudio 80 e Noche a noche, Diana teve um golpe de sorte ao receber uma proposta impossível de se recusar: atuar no filme mexicano Mentiras, onde ela começou sua carreira como atriz.
Já instalada no México, os trabalhos começaram a suceder um atrás do outro, abarcando todas as áreas, a tal ponto que seu currículo inclui uma larga lista de filmes, unitários, obras de teatro, comerciais, apresentação de eventos e, em especial, telenovelas, entre elas Simplemente María, Madres egoístas, La pícara soñadora, Mujeres engañadas, Amar sin límites, La fea más bella, La madrastra e Las vías del amor.
Entre 1999 e 2000, Diana se destacou na telenovela Mujeres engañadas, produzida por Emilio Larrosa e protagonizada pelos atores Laura León e Andres García. Na trama ela vivia uma relação extraconjugal com Javier Duarte, vivido pelo ator Andres García, que era casado com Yolanda, Laura León, e juntos tinham um filho.
Apesar da intensidade laboral, encontrou tempo para formar-se também na área das letras e no ano 2003 teve o gosto de estreiar a primeira obra de sua autoria, Un muerto y 4 arrimados.
Aceitou a proposta da versão mexicana da revista Playboy, cuja capa apareceu em maio de 2006.
Em 2008 não pôde viajar a Bogotá, Colombia, para acompanhar e se despedir de seu irmão Oscar Golden, que morreu vítima de um câncer de fígado, por essa razão tinha que seguir com as gravações da telenovela Cuidado con el ángel no México.
Em 2009-2010 participou da telenovela Hasta que el dinero nos separe junto com Pedro Fernández e Itati Cantoral como Isabel Duarte "La generala"
Em 2012, voltou às telenovelas em Amores verdaderos, novela protagonizada por Erika Buenfil e Eduardo Yáñez, ao lado dos protagonistas juvenis Eiza González e Sebastián Rulli, dando vida a Gilda Levya.

## Controvérsias
Em 2013 foi detida por protagonizar um escândalo em estado de embriaguez no aeroporto da cidade de Cancún. .

## Filmografia

### Televisão
| Ano      | Título                         | Personagem                     | Notas                            |
| -------- | ------------------------------ | ------------------------------ | -------------------------------- |
| 1989     | El cristal empañado            | Alicia                         |                                  |
| 1989- 90 | Simplemente María              | Carmen                         | Participação especial            |
| 1991     | La pícara soñadora             | Elvira Funes                   | Coadjuvante                      |
| 1991     | Madres egoístas                | Ana Cervantes                  | Coadjuvante                      |
| 1992     | El abuelo y yo                 | —                              | Participação especial            |
| 1992     | Carrusel de las Americas       | —                              | Participação especial            |
| 1992- 93 | María Mercedes                 | Fabíola Mayerling San Roman    | Antagonista                      |
| 1993- 94 | Valentina                      | Daniela Valdepeñas de Corrales | Antagonista                      |
| 1995- 96 | Pobre niña rica                | Beatriz Domínguez              | Antagonista                      |
| 1996     | Para toda la vida              | Silvia                         | Coadjuvante                      |
| 1997     | Sin ti                         | Elena de Ysaguirre             | Coadjuvante                      |
| 1997     | Perfume de agonía              | —                              | Telenovela colombiana            |
| 1998- 99 | Camila                         | Dra. Silvia Escalante          | Coadjuvante                      |
| 1999- 00 | Mujeres engañadas              | Mónica Romero                  | Antagonista                      |
| 2001     | La intrusa                     | Zayra Jiménez                  | Coadjuvante                      |
| 2001     | Mujer, casos de la vida real   |                                | Episódio: "Cartas de amor"       |
| 2002- 03 | Las vías del amor              | Constanza Aguirre              | Coadjuvante                      |
| 2003     | Mujer, casos de la vida real   |                                | Episódio: "Ese amor secreto"     |
| 2004- 05 | Misión S.O.S.                  | Doris Ramírez de Guerra        |                                  |
| 2005     | La madrastra                   | Patricia Ibáñez                |                                  |
| 2005     | Mujer, casos de la vida real   |                                | Episódio: "Días de suerte"       |
| 2005     | Mujer, casos de la vida real   | Episódio: "La herencia"        |                                  |
| 2005- 06 | Peregrina                      | Vicenta                        |                                  |
| 2006     | Amar sin límites               | Inés Menzur                    |                                  |
| 2006     | Amor mio                       | Mariana Romero                 | Episódio: "Todo vuelve"          |
| 2006- 07 | La fea más bella               | —                              | Participação especial            |
| 2007     | XHDRBZ                         | Ex-aluna                       | Episódio: "Reunión escolar"      |
| 2007     | Amor sin maquillaje            | —                              | Participação especial            |
| 2007- 08 | Lola, érase una vez            | Samira Romero                  | Coadjuvante                      |
| 2008- 09 | Cuidado con el ángel           | Mercedes                       | Coadjuvante                      |
| 2008- 16 | La rosa de Guadalupe           | Vários personagens             | 8 episódios                      |
| 2009- 10 | Hasta que el dinero nos separe | Isabel Duarte "La generala"    |                                  |
| 2010     | Mujeres asesinas               | Pachi                          | Episódio: "Annete y Ana, Nobles" |
| 2011     | Dos hogares                    | Paola Díaz                     | Participação especial            |
| 2011- 18 | Como dice el dicho             | Vários personagens             | 12 episódios                     |
| 2012     | Por ella soy Eva               | assistente                     | Participação especial            |
| 2012- 13 | Amores verdaderos              | Gilda Leyva                    | Coadjuvante                      |
| 2013     | Gossip Girl Acapulco           | Paulina de Ruíz de Hinojosa    |                                  |
| 2015     | Simplemente María (2015)       | Thelma                         |                                  |
| 2017     | El bienamado                   | Abigail de Morones             | Coadjuvante                      |

### Cinema
- Infraterrestre (2001).... Alma Monreal
- Muertes a medianoche aka Deaths at Midnight (2001).... Irmã Caridad
- Noches violentas (2000)..
- Suerte negra (2000) .... Minerva
- El Señor de los cerros(1999)... Isadora
- Santo Enredo (1995).... Otilia y Quebrada del Risco
- Cuestión de honor (1993)... María
- Halcones de la muerte - Espias mortales (1993).... Sonia
- El Gato con gatas (1992) .... Teresa
- Cándido de día, Pérez de noche (1992).... Siempreviva, La Muerte
- Martir de Mexicali aka Martyr of Mexicali, The (1991).... Rita
- ¡Mátenme porque me muero! aka Kill Me Because I Am Dying (1991).... Maricia
- Carrera contra el destino (1990) ...
- Chivo, El (1990)  .... Isabel Montano
- Compadres a la Mexicana (1990).... Leonor
- Hijo de Lamberto Quintero, El (1990) ...
- Mujer de cabaret (1990)....
- Garra de tigre (1989)...
- Mi mujer tiene un amante aka My Wife Has a Lover (1989)
- Trágico terremoto en México (1987)
- Mentiras (1986)...

## Obras teatrais
| Ano  | Título                        | Cargo                    |
| ---- | ----------------------------- | ------------------------ |
| 2003 | Un muerto y cuatro arrimados" | autora/ produtora/ atriz |
| 2018 | Scary Clown                   | atriz                    |